# Speed of Light (canción)
"Speed of Light" es una canción de la banda de heavy metal inglesa Iron Maiden, de su álbum de 2015 The Book of Souls. La canción fue lanzada como un vídeo musical el 14 de agosto de 2015.

## Vídeo Musical
El vídeo fue producido y dirigido por Llexi Leon, creador del cómic Eternal Descent, quien lo describe como "un homenaje a los videojuegos, desde sus inicios hasta la actualidad".

## Créditos

### Iron Maiden
- Bruce Dickinson - voz
- Dave Murray - guitarra
- Adrian Smith - guitarra
- Janick Gers - guitarra
- Steve Harris - bajo, producción
- Nicko McBrain - batería

### Producción
- Kevin Shirley - producción, mezcla